# Izydor Leśniewski

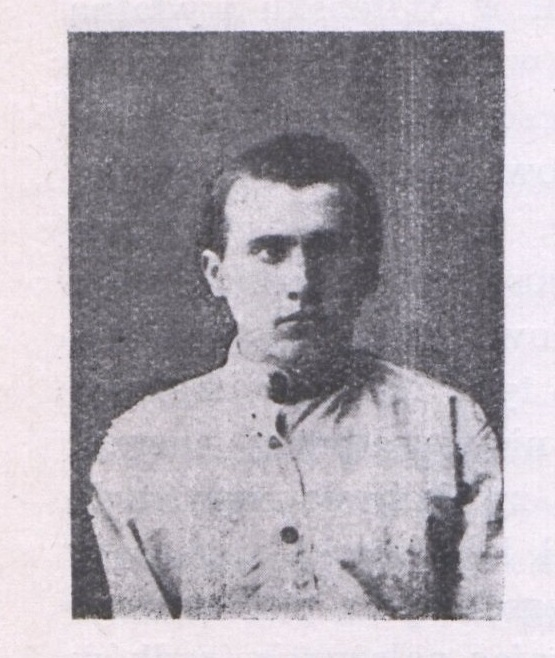
Izydor Leśniewski

Izydor Leśniewski (zm. 1920 w Smoleńsku) – polski działacz narodowy, harcerz, współtwórca placówki Polskiej Organizacji Wojskowej w Witebsku.
Harcerz I drużyny harcerskiej im. Księcia Józefa Poniatowskiego w Witebsku. Wraz ze swoją siostrą Natalią Leśniewską oraz Michałem Massalskim, Anną Bohdanowiczówną, Witoldem Pawlikowskim, Eugeniuszem Gulczyńskim i innymi harcerzami tworzył placówkę Polskiej Organizacji Wojskowej w Witebsku. Należał do ścisłego kierownictwa organizacji. Aresztowany przez bolszewików i rozstrzelany wraz z Michałem Massalskim w Smoleńsku w czerwcu 1920 r.